# Eleição municipal de Caxias do Sul em 2020
A eleição municipal da cidade de Caxias do Sul em 2020 ocorreu nos dias 15 de novembro (primeiro turno) e 29 de novembro (segundo turno). Foram eleitos o prefeito Adiló Didomenico, a vice-prefeita Paula Ioris e vinte e três membros da câmara de vereadores para a administração da cidade. Os mandatos dos candidatos eleitos neste pleito durarão entre 1 de janeiro de 2021 e 31 de dezembro de 2024.
Originalmente, as eleições ocorreriam em 4 de outubro (primeiro turno) e 25 de outubro (segundo turno, caso necessário), porém, com o agravamento da pandemia de COVID-19 no Brasil, as datas foram modificadas.

## Contexto político e pandemia
As eleições municipais de 2020 estão sendo marcadas, antes mesmo de iniciada a campanha oficial, pela pandemia de COVID-19 no Brasil, o que está fazendo com que os partidos remodelem suas estratégias de pré-campanha. O Tribunal Superior Eleitoral (TSE) autorizou os partidos a realizarem as convenções para escolha de candidatos aos escrutínios por meio de plataformas digitais de transmissão, para evitar aglomerações que possam proliferar o coronavírus. Alguns partidos recorreram a mídias digitais para lançar suas pré-candidaturas. Além disso, a partir deste pleito, será colocada em prática a Emenda Constitucional 97/2017, que proíbe a celebração de coligações partidárias para as eleições legislativas.

## Candidaturas à prefeitura

### Candidaturas registradas no TSE
Abaixo está a lista das candidaturas registradas no sistema do TSE.
| Candidato(a) a prefeito | Candidato(a) a prefeito | Candidato(a) a vice-prefeito     | Candidato(a) a vice-prefeito | Número eleitoral | Coligação                                     |
| Nome                    | Partido                 | Nome                             | Partido                      | Número eleitoral | Coligação                                     |
| ----------------------- | ----------------------- | -------------------------------- | ---------------------------- | ---------------- | --------------------------------------------- |
| Carlos Búrigo           | MDB                     | Elói Frizzo                      | PSB                          | 15               | Vamos Abraçar Caxias - Avante                 |
| Edson Nespolo           | PDT                     | Edson da Rosa                    | PP                           | 12               | Avança Caxias Vibrante - REDE                 |
| Julio Freitas           | Republicanos            | Chico Guerra                     | Republicanos                 | 10               | Partido não coligado                          |
| Nelson D'Arrigo         | Patriota                | Andreia Camargo Garbin           | Patriota                     | 51               | Partido não coligado                          |
| Pepe Vargas             | PT                      | Claudio Libardi                  | PCdoB                        | 13               | Caxias Pra Frente - PCdoB                     |
| Marcelo Slaviero        | NOVO                    | Cesar Augusto Bernardi           | NOVO                         | 30               | Partido não coligado                          |
| Toninho Feldmann        | PODE                    | Odir Ferronatto                  | PODE                         | 19               | Partido não coligado                          |
| Vinicius Ribeiro        | DEM                     | Kiko Girardi                     | PSD                          | 25               | Por Uma Caxias Próspera e Justa - PSD         |
| Adiló Didomenico        | PSDB                    | Paula Cristina Ioris de Oliveira | PSDB                         | 45               | Levanta Caxias - PSDB - PTB - PSC - SD - PROS |

- Atualizado até 20h19min, segunda-feira, 21 de abril de 2025 (UTC)

## Candidaturas a vereança
Conforme dados informados pelos candidatos ao TSE.
| Partido  | Número de candidaturas |
| -------- | ---------------------- |
| NOVO     | 10                     |
| Patriota | 31                     |
| PCdoB    | 30                     |
| PDT      | 34                     |
| PSB      | 35                     |
| PSD      | 20                     |
| PT       | 29                     |
| Total    | 187                    |

## Resultados

### Prefeitura
| Candidatos      | Candidatos                   | 1º Turno 15 de novembro de 2020 | 1º Turno 15 de novembro de 2020 | 2º Turno 29 de novembro de 2020 | 2º Turno 29 de novembro de 2020 |
| Candidatos      | Candidatos                   | Votos                           | %                               | Votos                           | %                               |
| --------------- | ---------------------------- | ------------------------------- | ------------------------------- | ------------------------------- | ------------------------------- |
|                 | Adiló Didomenico (PSDB)      | 34.204                          | 15,5 / 100,0                    | 136.590                         | 59,6 / 100,0                    |
|                 | Pepe Vargas (PT)             | 75.619                          | 34,2 / 100,0                    | 92.707                          | 40,4 / 100,0                    |
|                 | Edson Nespolo (PDT)          | 32.074                          | 14,5 / 100,0                    |                                 |                                 |
|                 | Carlos Búrigo (MDB)          | 21.809                          | 9,9 / 100,0                     |                                 |                                 |
|                 | Marcelo Slaviero (Novo)      | 18.554                          | 8,4 / 100,0                     |                                 |                                 |
|                 | Vinicius Ribeiro (DEM)       | 12.079                          | 5,5 / 100,0                     |                                 |                                 |
|                 | Julio Freitas (Republicanos) | 11.749                          | 5,3 / 100,0                     |                                 |                                 |
|                 | Nelson D'Arrigo (Patriota)   | 10.381                          | 4,7 / 100,0                     |                                 |                                 |
|                 | Toninho Feldmann (PODE)      | 1.847                           | 0,8 / 100,0                     |                                 |                                 |
|                 | Renato Toigo (PSL)           | 1.720                           | 0,8 / 100,0                     |                                 |                                 |
|                 | Renato Nunes (PL)            | 1.291                           | 0,6 / 100,0                     |                                 |                                 |
| Votos válidos   | Votos válidos                | 221.317                         | 100,0 / 100,0                   | 229.297                         | 100,0 / 100,0                   |
| Votos válidos   | Votos válidos                | 221.317                         | 88,2 / 100,0                    | 229.297                         | 92,1 / 100,0                    |
| Votos em branco | Votos em branco              | 13.245                          | 5,3 / 100,0                     | 6.700                           | 2,7 / 100,0                     |
| Votos nulos     | Votos nulos                  | 16.400                          | 6,5 / 100,0                     | 13.048                          | 5,2 / 100,0                     |
| Comparecimento  | Comparecimento               | 250.972                         | 100,0 / 100,0                   | 249.045                         | 100,0 / 100,0                   |
| Comparecimento  | Comparecimento               | 250.972                         | 75,2 / 100,0                    | 249.045                         | 74,6 / 100,0                    |
| Abstenções      | Abstenções                   | 82.724                          | 24,8 / 100,0                    | 84.651                          | 25,4 / 100,0                    |
| Eleitorado apto | Eleitorado apto              | 333.696                         | 100,0 / 100,0                   | 333.696                         | 100,0 / 100,0                   |

### Câmara Municipal
| Resumo (por partido) | Resumo (por partido) | Resumo (por partido) | Resumo (por partido) | Resumo (por partido) | Resumo (por partido) |
| Partido              | Partido              | Votos                | %                    | Vereadores           | Vereadores           |
| -------------------- | -------------------- | -------------------- | -------------------- | -------------------- | -------------------- |
|                      | PTB                  | 23.759               | 11,1 / 100,0         | 3 / 23               | 0                    |
|                      | PT                   | 23.661               | 11,1 / 100,0         | 3 / 23               | 1                    |
|                      | PSDB                 | 23.038               | 10,8 / 100,0         | 3 / 23               | 1                    |
|                      | PSB                  | 21.228               | 9,9 / 100,0          | 3 / 23               | 0                    |
|                      | PDT                  | 18.604               | 8,7 / 100,0          | 2 / 23               | 2                    |
|                      | MDB                  | 16.114               | 7,5 / 100,0          | 2 / 23               | 2                    |
|                      | NOVO                 | 13.973               | 6,5 / 100,0          | 2 / 23               | 2                    |
|                      | Republicanos         | 10.600               | 5,0 / 100,0          | 1 / 23               | 1                    |
|                      | Patriota             | 9.840                | 4,6 / 100,0          | 1 / 23               | 1                    |
|                      | PC do B              | 9.093                | 4,3 / 100,0          | 1 / 23               | 0                    |
|                      | PSD                  | 8.031                | 3,8 / 100,0          | 1 / 23               | 1                    |
|                      | PP                   | 6.793                | 3,2 / 100,0          | 1 / 23               | 0                    |
|                      | Podemos              | 5.884                | 2,8 / 100,0          | 0 / 23               | 0                    |
|                      | PSC                  | 5.804                | 2,7 / 100,0          | 0 / 23               | 0                    |
|                      | Solidariedade        | 5.138                | 2,4 / 100,0          | 0 / 23               | 1                    |
|                      | DEM                  | 4.262                | 2,0 / 100,0          | 0 / 23               | 0                    |
|                      | PSL                  | 3.057                | 1,4 / 100,0          | 0 / 23               | 0                    |
|                      | PL                   | 2.581                | 1,4 / 100,0          | 0 / 23               | 0                    |
|                      | Avante               | 2.001                | 1,2 / 100,0          | 0 / 23               | 0                    |
|                      | PSOL                 | 224                  | 0,1 / 100,0          | 0 / 23               | 0                    |
|                      | Cidadania            | 212                  | 0,1 / 100,0          | 0 / 23               | 0                    |
| Votos válidos        | Votos válidos        | 213.897              | 100,0 / 100,0        | 23 / 23              | 0                    |
| Votos válidos        | Votos válidos        | 213.897              | 89,6 / 100,0         |                      |                      |
| Votos em branco      | Votos em branco      | 19.651               | 7,8 / 100,0          |                      |                      |
| Votos nulos          | Votos nulos          | 17.424               | 6,9 / 100,0          |                      |                      |
| Comparecimento       | Comparecimento       | 250.972              | 100,0 / 100,0        |                      |                      |
| Comparecimento       | Comparecimento       | 250.972              | 75,2 / 100,0         |                      |                      |
| Abstenções           | Abstenções           | 82.724               | 24,8 / 100,0         |                      |                      |
| Eleitorado apto      | Eleitorado apto      | 333.696              | 100,0 / 100,0        |                      |                      |